# Igor Velichko
Igor Vladimirovich Velichko em russo:Игорь Владимирович Величко;(Obninsk, 1 de agosto de 1995) é um jogador de vôlei de praia.

## Carreira
Em 2012 disputou com Aleksander Margiev e sagrou-se campeão do Campeonato Europeu de Vôlei de Praia Sub-18 sediado em Brno e participaram também neste ano da edição do Campeonato Mundial de Vôlei de Praia Sub-19 realizada em Porto ocasião que terminaram na quinta posição.
Em 2015 atuou com Maxim Sivolap na conquista o bronze do Campeonato Europeu Sub-22 realizado em Macedo de Cavaleiros e com este jogador conquistou o vice-campeonato do Campeonato Europeu de 2017 em Ljubljana
No Circuito Mundial de 2018 iniciou com Maxim Sivolap e conquistaram o título do Aberto de Qinzhou, categoria tres estrelas, e depois passa competir com Oleg Stoyanovskiy conquistaram o vice-campeonato no Aberto de Doha, categoria quatro estrelas, neste mesma categoria conquistou seu primeiro ouro no Aberto de Xiamen e o bronze no Aberto de Moscou.

## Títulos e resultados
- Torneio 4* do Aberto de Xiamen do Circuito Mundial de Vôlei de Praia:2018
- Torneio 3* do Aberto de Qinzhou do Circuito Mundial de Vôlei de Praia:2018
- Torneio 4* do Aberto de Doha do Circuito Mundial de Vôlei de Praia:2018
- Torneio 4* do Aberto de Moscou do Circuito Mundial de Vôlei de Praia:2018